# Jitō

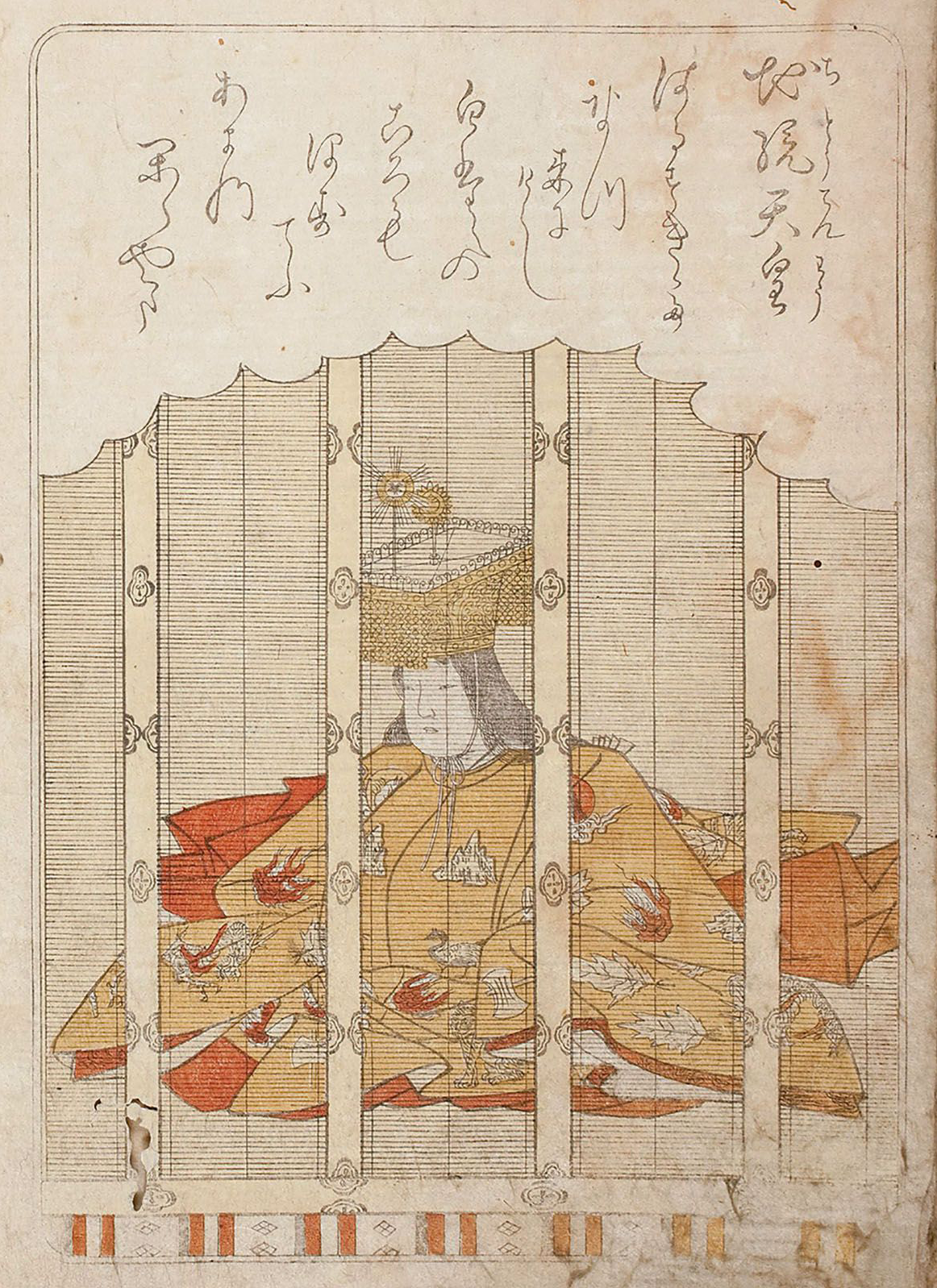
Kejsarinnan Jitō

Jitō (japanska: 持統天皇?, Jitō-tennō), född år 645, död 22 december 702 i Fujiwara-kyō, var Japans regerande kejsarinna mellan 686 och 697.  Hon är den 41:a kejsaren (dvs monarken) i den officiella japanska kejsarlängden, och den fjärde kvinnan på tronen. Hon make vär Temmu.
Flera kända dikter tillskrivs Jitō, bland annat en i nationalsamlingen Manyōshū.
Jitō abdikerade år 697 till förmån för sin sonson Monmu, men förblev en viktig makthavare bakom kulisserna. Under hennes regering angavs inga tideräkningsperioder, varför årtal refereras till i officiella historiedokument som första året i kejsarinnan Jitōs regering, och så vidare.